# Річард Шелдон
Річард Шелдон (англ. Richard Sheldon; нар. 9 липня 1878 — пом. 23 січня 1935) — американський легкоатлет, який спеціалізувався в штовханні ядра та метанні диска.
Брат — Льюїс Шелдон (1874—1960) — бронзовий призер Ігор-1900 у потрійному стрибку та стрибках у висоту з місця.

## Із життєпису
Олімпійський чемпіон зі штовхання ядра (1900).
Бронзовий олімпійський призер з метання диска (1900).
Чемпіон США зі штовхання ядра (1898, 1899), з метання диска (1899, 1900) та метання ваги (1898).
Чемпіон Великої Британії зі штовхання ядра (1900).
По завершенні спортивної кар'єри працював у автомобільній індустрії.